# 錢皮恩鎮區 (密蘇里州道格拉斯縣)
錢皮恩鎮區（英語：Champion Township）是位於美國密蘇里州道格拉斯縣的一個行政鎮區。

## 地方資料
錢皮恩鎮區的面積為94.55平方千米，當中陸地面積為94.54平方千米，而水域面積為0.01平方千米。根據2020年美國人口普查的數據，當地共有人口214人，而人口密度為每平方千米2.26人。